# Lésion cérébrale

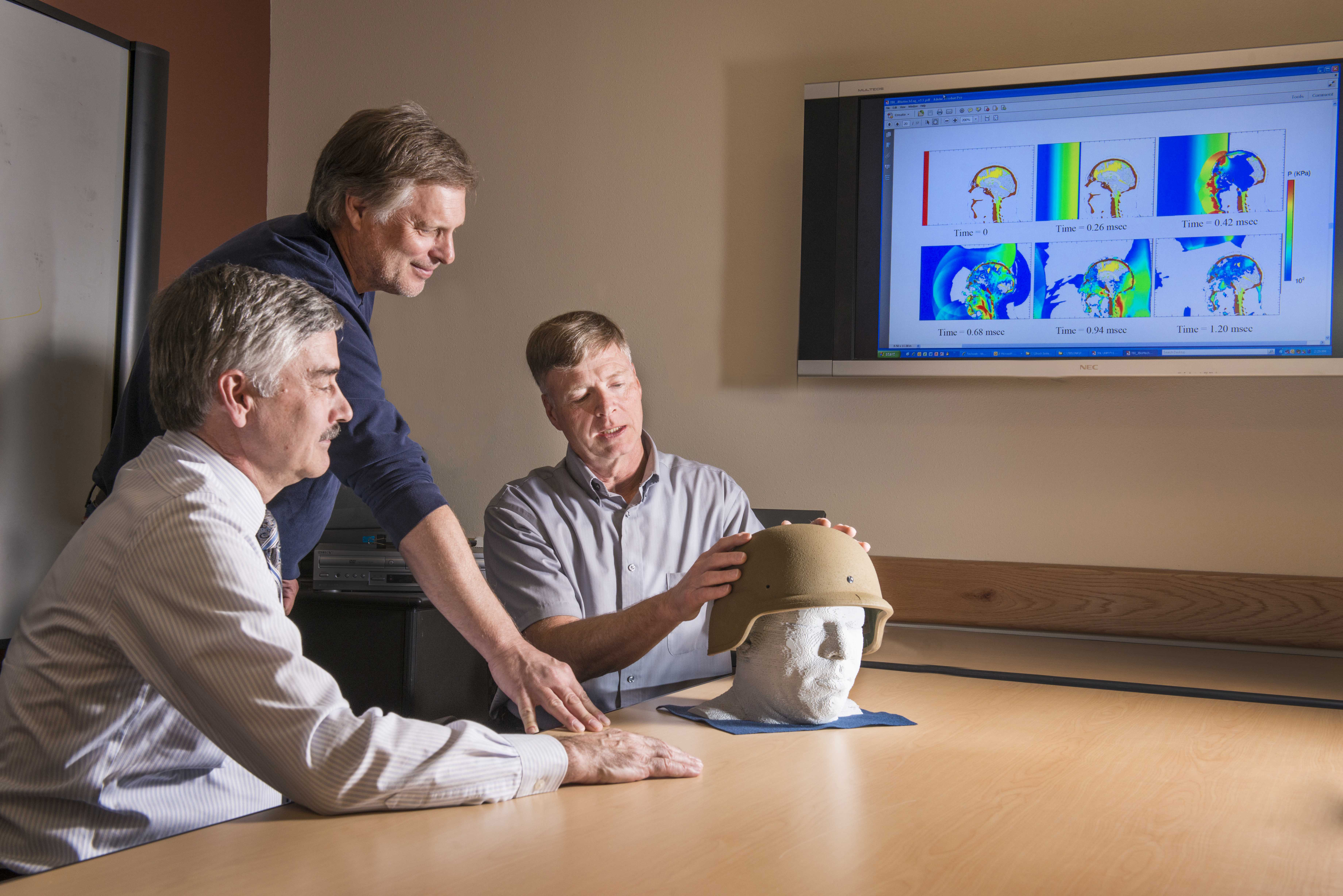
Radiographie du cerveau

Une lésion cérébrale est une lésion qui touche le cerveau. En général, il s'agit d'une destruction plus ou moins étendue du tissu nerveux entraînant un déficit dans la perception, la cognition, la sensibilité ou la motricité en fonction du rôle que jouait la région atteinte dans l'architecture neurocognitive. Cette lésion peut être de nature diverse : ischémique, hémorragique, compressive par un processus extensif de type tumoral ou un hématome.
Un exemple célèbre, rapporté par le neurologue Oliver Sacks, est celui d'un peintre subitement atteint d'achromatopsie (absence totale de vision des couleurs) à la suite d'un accident de voiture. La neuropsychologie est la discipline scientifique et clinique cherchant à mettre en relation les lésions cérébrales avec les troubles qu'elles entraînent et à améliorer ainsi notre compréhension du fonctionnement du cerveau.

## Prise en charge
Diverses professions peuvent être impliquées dans les soins médicaux et de réadaptation d'une personne qui souffre d'un handicap après une lésion cérébrale. Neurologues, neurochirurgiens, et physiatres sont des médecins qui se spécialisent dans le traitement des lésions cérébrales. Les neuropsychologues (surtout les neuropsychologues cliniciens) sont des psychologues qui se spécialisent dans la compréhension des effets des lésions cérébrales. Ils peuvent être impliqués dans l'évaluation de la gravité de la lésion et la conception de stratégies de réadaptation. Les orthophonistes participent également à l'évaluation et à la prise en charge des troubles cognitifs et exécutifs, avec une spécialité pour les troubles du langage et de la communication. Ils peuvent aussi être sollicités en cas de troubles de la déglutition et de réalisation arthrique de la parole. Les ergothérapeutes peuvent être impliqués dans la gestion des programmes de réadaptation visant à restaurer les fonctions perdues ou aider au réapprentissage des compétences essentielles. Les infirmières, notamment celles qui travaillent dans les unités de soins intensifs des hôpitaux, sont en mesure de stabiliser l'état des personnes gravement lésées, d'administrer des médicaments et d'assurer le suivi neurologique, y compris en utilisant l'échelle de Glasgow, qui est également utilisée par les autres professionnels de la santé.
Les effets de la lésion peuvent être traités par un certain nombre de méthodes, dont les médicaments, la psychothérapie, la rééducation neuropsychologique, l'usage de la salle snoezelen, la rééducation ou thérapie psychomotrice, la chirurgie (par exemple la pallidotomie, à la suite de certains accident vasculaire cérébral (AVC) et d'autres atteintes aux noyaux gris centraux) et les implants (tels que les implants subthalamiques). Dans le cas de lésions cérébrales causées par un traumatisme crânien, la dexaméthasone et / ou le mannitol peuvent être utilisés.

### Réorganisation cérébrale
À la suite d'une lésion cérébrale, les neurones établissent de nouvelles connexions en créant de nouveaux axones. Ce processus adaptatif peut être stimulé, notamment en contrant l'action des inhibiteurs endogènes de la production de la myéline et en modulant le taux de croissance des neurones.

### Stimulation de la neurogénèse
Contrairement au dogme centenaire de Ramon y Cajal (de son propre aveu, un « sévère décret »), les neurones perdus peuvent être remplacés par de nouveaux neurones. La neurogenèse (la naissance de nouveaux neurones) a lieu normalement dans deux régions spécifiques du cerveau, mais est possible dans plusieurs aires cérébrales, notamment dans le cortex, moyennant des stimulations appropriées. De plus, les nouveaux neurones qui naissent dans une région donnée peuvent établir des connexions vers les régions souhaitées dans le cadre d'une thérapie de réhabilitation.

### Implication des neurones miroirs
Les neurones miroirs sont des neurones particulièrement abondants dans les régions du cortex pré-moteur ventral (aire F5) et du lobule paritéal inférieur qui s'activent aussi bien lorsqu'un geste est porté que quand ce geste est observé chez autrui. Les neurones miroirs sont surtout associés aux mouvements des mains, des pieds et de la bouche. Il existe également des neurones échos, qui ont le même comportement, mais lors de l'écoute. À la suite d'une lésion cérébrale entraînant une perte de motricité, l'invocation systématique de ces neurones impliqués dans la compréhension des actions d'autrui, l'apprentissage par imitation d'actions complexes et la visualisation des actions pourrait faciliter le réapprentissage des fonctions perdues. La réhabilitation comporterait l'imitation de gestes exécutés par des personnes qui ne sont pas cérébrolésées.

### Troubles de l'humeur et récupération des fonctions
La dépression est une séquelle courante de l'AVC (entre 20 et 60 % des victimes d'AVC sont atteintes de dépression clinique) et d'autres lésions cérébrales. La dépression a un effet négatif sur le pronostic et entrave l'adhésion volontaire aux programmes de réhabilitation. Toutefois, le traitement des troubles de l'humeur n'est pas la seule raison d'administrer des inhibiteurs sélectifs de la recapture de la sérotonine (ISRS) (mais pas des inhibiteurs sélectifs de la recapture de la noradrénaline ou ISRN). Chez des animaux cérébrolésés, les ISRS facilitent la récupération des fonctions (mais pas les ISRN).
La sérotonine et les agents sérotoninergiques stimulent les fonctions motrices. Il est vraisemblable qu'ils stimulent également les processus de reconstruction consécutifs aux atteintes cérébrales. En effet, la sérotonine augmente le nombre de contacts synaptiques, la facilitation synaptique au niveau des neurones sensorimoteurs et l'excitabilité des neurones moteurs de l'épine dorsale. Au niveau comportemental, ces agents facilitent les actions volontaires dans diverses études sur des animaux. Chez les humains, il est de plus en plus clair que les agents sérotoninergiques ont un effet thérapeutique après une atteinte cérébrale au-delà de leurs effets couramment recherchés en psychiatrie.
Plusieurs décennies après la découverte de la forte incidence de dépression après les AVC et près de dix après les premières études indiquant que les agents sérotoninergiques avaient un impact favorable sur la récupération des fonctions, les études épidémiologiques indiquaient, en 2008, que la dépression restait sous-diagnostiquée chez les victimes d'AVC.
La dépression est rare dans la première année suivant l'AVC ; c'est plus tard qu'elle se développe. Son étiologie est cependant clairement attribuable à la lésion, tout comme d'autres troubles qui sont parfois confondus avec celle-ci ou passent inaperçus : catastrophisme, émotivité et athymhormie. Chez les patients qui ont récupéré leurs fonctions, une « nouvelle » pathologie a été découverte, l'épuisement ou la fatigue post-AVC, qui touche des personnes qui, autrement, seraient capables de revenir à leurs activités de prédilection.

## Pronostic
Le pronostic dépend de la nature, du site et de la cause des dommages au cerveau. La neurorégénération peut se produire dans le système nerveux périphérique, mais est plus difficile dans le système nerveux central (cerveau et moelle épinière). Toutefois certaines zones peuvent apprendre à compenser pour d'autres zones endommagées et peuvent augmenter en taille et en complexité, et même changer de fonction. Ce processus est analogue à ce qui se produit chez une personne qui a perdu l'usage d'un sens et développe une acuité accrue dans un autre sens.
Une lésion dans une région cérébrale donnée peut causer des troubles dans des régions distantes : c'est la diaschisis ou diaschèse. Ainsi, le traitement d'une lésion cérébrale peut comporter le traitement d'une autre région qui, elle, pourrait retrouver un fonctionnement plus normal.